# Шварцзауэр

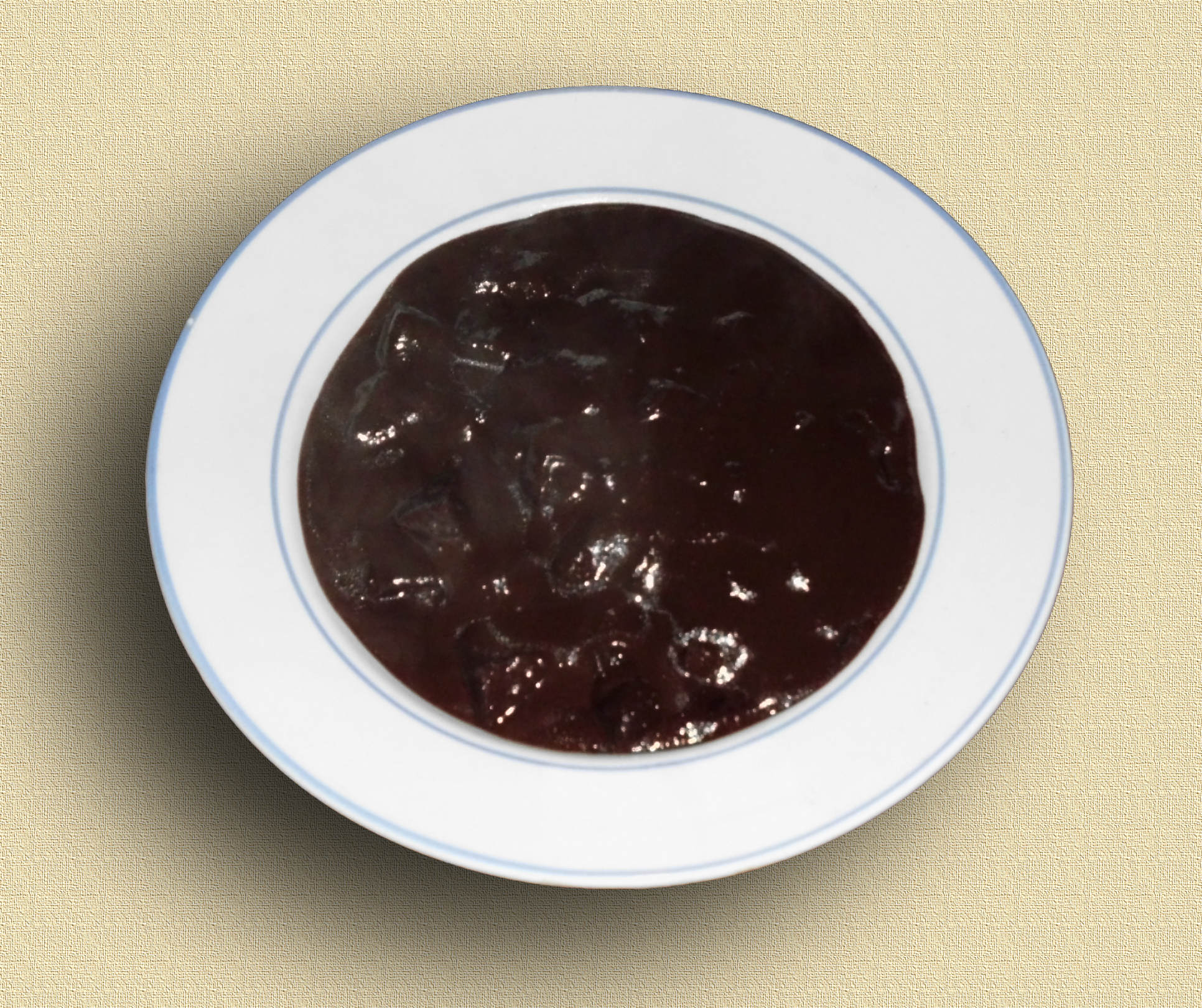
Шварцзауэр

Отзывы о шварцзауэре разнятся, кому-то он нравится, а кому-то нет, но никто не называл его «отвратительным» или «несъедобным».
Шва́рцзауэр (нем. Schwarzsauer — букв. «чёрно-кислый», нидерл. Swattsuer, Swartsuur, Swartsupp) — традиционное блюдо, густой суп из крови на Севере Германии и ранее в Восточной Пруссии, который подавали с отварным картофелем или клёцками. Считался бедняцкой едой. Похожее блюдо в Польше и Белоруссии — чёрная поливка, в Вестфалии — блутгемюзе. Историческим прототипом шварцзауэра называют спартанскую похлёбку.
В Нижней Саксонии, Гамбурге, Мекленбурге и Шлезвиг-Гольштейне шварцзауэр обычно готовили сразу после убоя скота, чтобы утилизировать продукты, не пригодные для производства колбас. В настоящее время свиная кровь — редкий продукт питания, и шварцзауэр почти не готовят. Если блюдо готовят без крови, его называют «вайсзауэр» («бело-кислый»).
Название блюда объясняется цветом свиной крови, которая при добавлении уксусного маринада сворачивается, становится абсолютно чёрной и связывает добавляемую мясную обрезь и шкурки. В маринад помимо уксуса добавляют пряности: лавровый лист, чёрный перец горошком, гвоздику, а также репчатый лук и сахар и готовят на овощном бульоне. В зависимости от рецепта кровяной суп готовили с добавлением свиных ножек, хвостов и срезов мяса с голов. В Восточной Пруссии, Померании и Восточной Фризии в шварцзауэр добавляли птицу: обычно гусиные или утиные потроха, а также лапы, завёрнутые в очищенные кишки. Теодор Фонтане в автобиографической книге «Моё детство» сообщает, что в его родительском доме шварцзауэр из гусиной крови был практически ежедневным блюдом в предрождественский период забоя скота.